# Hirtella adenophora
Hirtella adenophora är en tvåhjärtbladig växtart som beskrevs av José Cuatrecasas. Hirtella adenophora ingår i släktet Hirtella och familjen Chrysobalanaceae. Inga underarter finns listade i Catalogue of Life.